# Saint-Alexandre (Gard)
 Saint-Alexandre  es una población y comuna francesa, situada en la región de Languedoc-Rosellón, departamento de Gard, en el distrito de Nimes y cantón de Pont-Saint-Esprit.

## Demografía
| 498 | 517 | 522 | 664 | 955 | 978 |
| Para los censos de 1962 a 1999 la población legal corresponde a la población sin duplicidades (Fuente: INSEE [Consultar]) |     |     |     |     |     |